# Augsburg Airways

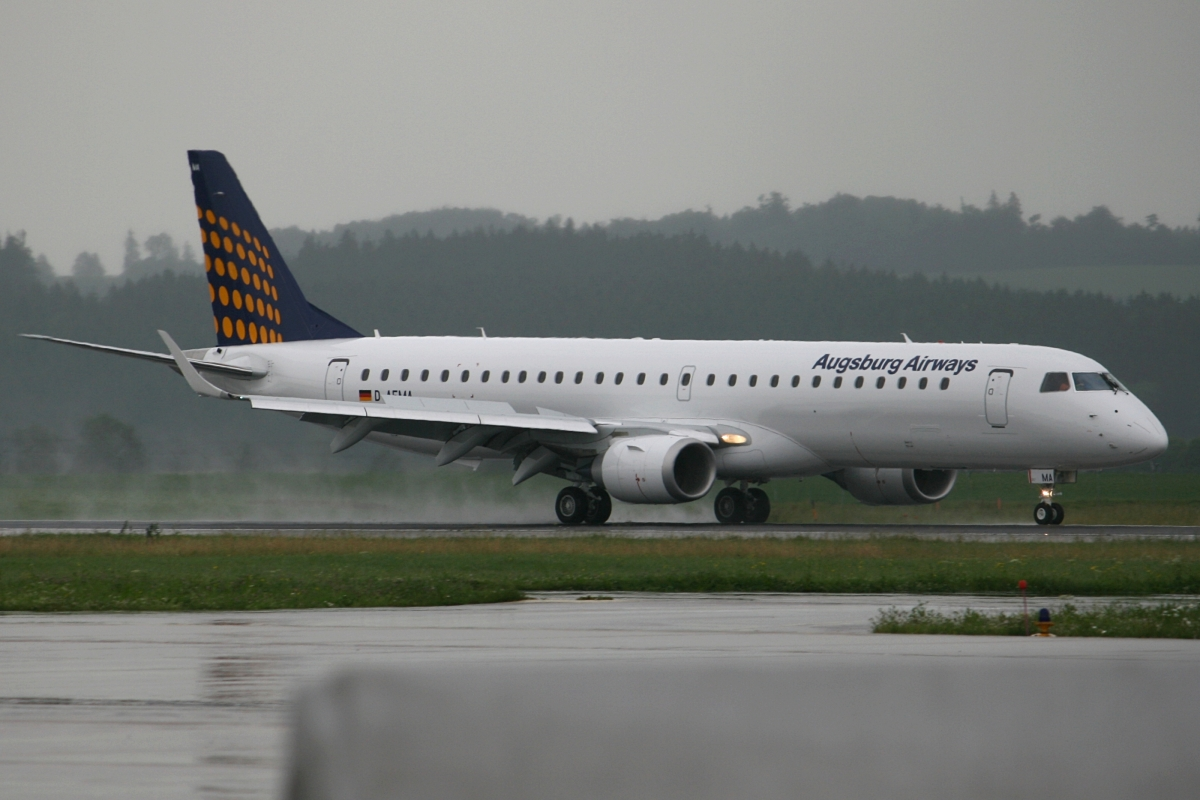
Embraer 195 d'Augsburg Airways.

Augsburg Airways était une compagnie aérienne régionale allemande, qui faisait partie de Lufthansa Regional.
Elle a transporté 802 900 passagers en 2004 (+ 7,6 % par rapport à 2003).

## Histoire
- 1986 : Interot Airways débute des vols réguliers entre Augsbourg et Düsseldorf avec un Beech King Air 200.
- 1991 : en plus de deux Beechcraft Turboprop, la compagnie utilise également un Dash 8-100.
- 1993 : Interot Airways exploite son premier Dash 8-300 avec 50 places. En été, elle assure des vols charters vers la Sardaigne et le golfe de Naples.
- 1995 : Interot Airways devient membre de l'AITA et assure des vols internationaux. En novembre, l'aéroport d'Augsbourg devient codifié comme MUC (comme Munich).
- 1996 : le 1er janvier 1996, la compagnie devient Augsburg Airways. Dès les horaires d'hiver 1996-1997, la compagnie annonce une coopération avec la Lufthansa, comme une compagnie franchisée sous le nom de Team Lufthansa avec des vols codifiés LH à partir de Munich avec des Dash 8 supplémentaires.
- 1997 : le programme de fidélisation Miles & More (celui de Lufthansa) est introduit pour les vols d'Augsburg Airways.
- 1998 : Augsburg Airways achète son premier Dash 8Q (Q, comme quiet).
- 1999 : les lecteurs de Business Traveller Magazine élisent Augsburg Airways la seconde meilleure compagnie régionale allemande. À l'automne, un jury de journalistes spécialisés élit la compagnie comme la seconde meilleure parmi les 79 compagnies de l'ERA (European Regions Airline Association).
- 2001 : deux nouveaux Dash 8-400 sont livrés (70 places).
- 2002 : Augsburg Airways coopère complètement avec Lufthansa, en volant désormais sous les numéros de vol LH — et non sous son ancien Code AITA IQ.
- 2013 : Augsburg Airways cesse ses opérations le 26 octobre 2013 en effectuant ses derniers vols.

## Flotte
La flotte d'Augsburg Airways était composée en octobre 2013 de :
- 10 Bombardier Q400 ;
- 2 Embraer 190 ;
- 5 Embraer 195.